# كولوسوك
كولوسوك (بالجرينلاندية: Kulusuk)، هي مدينة تقع جنوب جرينلاند. يبلغ عدد سكانها 286 نسمة، وذلك حسب إحصائيات سنة 2010.
و241 نسمة حسب إحصائيات 2020.